# مارتن فينر
مارتن فينر (بالإنجليزية: Martin Wiener)‏ هو مؤرخ أمريكي، ولد في 1 يونيو 1941.